# Indický subkontinent
Indický subkontinent je obrovský subkontinent na jihu asijského kontinentu, který se rozkládá na indické zemské desce a zasahuje do Indického oceánu. Na severu se stýká s eurasijskou zemskou deskou. Tato oblast je označována jako subkontinent proto, že místní geografie a geologie je zcela odlišná od zbytku kontinentu. Rozkládá se v oblasti subtropického (vliv monzunů) a tropického pásu. V jižní části subkontinentu mezi Arabským mořem a Bengálským zálivem leží poloostrov Přední Indie.

## Geografie
Indický poloostrov je díky mořím a horám, které ho obklopují, oddělen od okolního světa. Proto zde probíhal poměrně samostatný vývoj. Pohoří Himálaj chrání tuto zemi před suchými větry z Tibetu, a naopak zachycuje větry přenášející deště, které způsobují hojnost srážek. Na jihu se rozkládá Dekánská plošina, kde v průběhu historického vývoje vznikla další svérázná kultura, a podél obou pobřeží pak Východní a Západní Ghát. Na severozápadě nalezneme poušť Thár a na severu Indoganžskou nížinu.
V Himálaji také pramení největší indické řeky Ganga, Indus a Brahmaputra. Ganga a Brahmaputra spolu vytvářejí největší deltu na světě. Indus se vlévá do Arabského moře, Ganga do Bengálského zálivu. To vše dohromady zajišťuje vhodné podmínky pro zemědělství a říční dopravu.

## Zemědělství
Znalost zemědělství se do Indie dostala z Mezopotámie. Indové využívali velkých řek, které při záplavách přinášely úrodné bahno. Pěstovali obilí (hlavně pšenici a ječmen), sezam, bavlnu a luštěniny. Chovali koně, ovce a hovězí dobytek. Kráva se stala pro svou užitečnost dokonce posvátnou. V Indii se velmi brzy začal místo rádla používat pluh. Vlákna bavlny byla materiálem pro výrobu látek. Nejdůležitější plodinou je rýže. Dále se pěstuje cukrová třtina, čaj, bavlna, juta (na výrobu pytlů), kokosová palma a ovoce.
Je známá Indická kuchyně, která používá speciální indické koření.

## Dějiny
Vyspělá města se v povodí Indu objevila už ve 3. tisíciletí př. n. l. Byla stavěna podle jednotného plánu. Vždy měla pravoúhlé ulice a dělila se na dvě části – na vyvýšený hrad neboli citadelu a podhradí. Kolem roku 1500 př. n. l. byl vývoj těchto měst násilně přerušen vpádem indoevropských árijských kmenů. Ty si podmanily domorodé obyvatelstvo a vytvořili stát v povodí řeky Gangy. Tento stát byl po dlouhou dobu jediným větším státním útvarem na tomto území. Proto mohl do Indie ve 4. stol. př. n. l. proniknout makedonský král Alexandr Veliký, nestál mu totiž v cestě žádný silný stát, který by jej mohl zastavit. Jeho vpád však otevřel Indii obchodní cesty na západ. Obchodovalo se hlavně s indickými bavlněnými, vlněnými a lněnými látkami a s drahokamy.

## Obyvatelstvo
Je zde velká rasová, národnostní a jazyková pestrost. Protože se jedná o bývalou britskou kolonii, hlavním dorozumívacím jazykem je angličtina. Je zde zastoupeno mnoho jazykových rodin. Nejrozšířenější jazykovou rodinou jsou indoevropské jazyky, konkrétně její větev – indoíránské jazyky. Druhou nejrozšířenější jazykovou rodinou jsou drávidské jazyky, kterými se mluví převážně na jihu indického subkontinentu. Mezi menší jazykové rodiny patří austroasijské jazyky, sinotibetské jazyky, několik izolovaných jazyků, např. burušaskí, a andamanské jazyky.
Z rasového hlediska je obyvatelstvo směsicí původních obyvatel, kteří se smísili s mnoha vlnami europoidních nájezdníků ze západu (Persie a střední Asie). Směrem z Himálaje a Barmy na subkontinent zasahuje i mnoho mongoloidních etnických skupin. Co se týče náboženství, je zde nejrozšířenější hinduismus (převládá v Indii) a islám (Pákistán a Bangladéš). Věda zabývající se jazykem, kulturou a historií etnik indického subkontinentu se nazývá indologie.

## Státy
Na indickém subkontinentu se nachází státy:
- Bangladéš
- Bhútán
- Indie
- Maledivy
- Nepál
- Pákistán
- Srí Lanka